# Gerhard Isenberg
Gerhard Isenberg (* 11. Juni 1902 in Ulm; † 25. Juli 1982 in Bonn) war ein deutscher Wirtschaftswissenschaftler (mit Spezialisierung in Statistik und Landwirtschaft), zugleich wirkte er als Raum- und Landesplaner. Isenberg lieferte zahlreiche Beiträge (Bücher, Artikel, Stellungnahmen, Gutachten) für die nationalsozialistische Raumplanung und für die bundesrepublikanische Raumordnungspolitik. Er gilt als „eine zentrale Figur der deutschen Raumplanung“.:262 Isenberg war über mehr als vierzig Jahre sowohl im wissenschaftlich-universitären Bereich als auch im politisch-administrativen Bereich verschiedener Ministerien und Bürokratien tätig.

## Herkunft
Der gebürtige Schwabe stammte aus einer Lehrerfamilie. Sein Vater Carl Isenberg (1869–1937), der als Gymnasialprofessor in Ellwangen und Ludwigsburg tätig war, kam in Hyderabad zur Welt und war der Sohn des Missionars Charles Isenberg (1840–1870) und der Maria Gundert. Somit war Gerhard Isenbergs Vater ein Halbbruder von Hermann Hesse. Über seinen Urgroßvater Hermann Gundert war Gerhard Isenberg auch mit dem Ostasienwissenschaftler Wilhelm Gundert verwandt. Gerhard Isenbergs Mutter Elise Berg (1874–1950) war eine Urenkelin des württembergischen Hofrats Ferdinand von Pistorius, dessen Frau Emilie (1776–1816) der Familie Feuerlein entstammte. Gerhard Isenberg hatte noch einen älteren Bruder Carl Isenberg (1901–1945) und eine jüngere Schwester Marie (1904–1945).:333.

## Tätigkeiten in der Weimarer Republik
Nach dem Abitur begann er eine „Ausbildung und Tätigkeit im Buchhandel und Bankwesen“ (1920–1924).
Im Anschluss daran studierte Isenberg Wirtschaftswissenschaften an der TH Stuttgart, an den Universitäten Berlin und Tübingen. Im Jahr 1930 promovierte Isenberg in Tübingen zum Doktor der Staatswissenschaften mit einer Studie über Unterschiede des internationalen Lohn- und Preisniveaus. (Rigorosum am 21. Juni 1930). Hans Kistenmacher, der mit Isenberg zu Beginn der 1960er Jahre gemeinsam Gutachten für das baden-württembergische Wirtschaftsministerium verfasste, verwies darauf, dass Gerhard Isenberg von 1928 bis 1933 wissenschaftlicher Assistent am Staatswissenschaftlichen Seminar der Universität Tübingen und am Seminar für Sozialpolitik der TH Dresden war. Bereits damals studierte Isenberg diese Fächer „in enger Verbindung zu Städtebau und Siedlungswesen“: „Während dieser Zeit begann er sich im Rahmen von Untersuchungen über die strukturelle Arbeitslosigkeit in Sachsen schwerpunktmäßig den räumlichen Fragen zuzuwenden, die ihn dann nicht mehr losließen.“ Erste Veröffentlichungen zur Siedlungspolitik erschienen.

## Tätigkeiten 1933 bis 1939
Ab 1934 nahm Gerhard Isenberg eine Tätigkeit als wissenschaftlicher Sachbearbeiter an der Reichsstelle für bäuerliche Siedlungsplanung auf. Hierbei soll der Nationalökonom und Agrarwissenschaftler Max Sering vermittelnd tätig geworden sein.  Im Universitätsarchiv Freiburg liegt ein Hinweis auf eine etwaige Habilitationsmöglichkeit für Gerhard Isenberg (Zeitraum zwischen 1933 und 1935) bei dem Agrarwissenschaftler Constantin von Dietze vor. Nach Uwe Mai arbeitete Gerhard Isenberg in dieser Zeit an den weitreichenden Agrarstrukturplanungen des Reichsministeriums für Ernährung und Landwirtschaft mit. In dieser kleinen Reichsstelle arbeiteten nach Angaben von Isenberg unter der Leitung von Carl Christoph Lörcher nur der Agrarwissenschaftler Heinrich Niehaus, der Architekt Peter Koller und Gerhard Isenberg.
Mit Gründung der nationalsozialistischen, führerunmittelbaren und sehr viel größeren Reichsstelle für Raumordnung (RfR, Berlin) im Sommer 1935 wechselte Isenberg dorthin und wurde „Referent für Statistik und Planungsgrundlagen“ (Leitung des Referats V Statistik in der Planungsabteilung unter Baudirektor Karl Köster). Er übte diese Funktion bei der RfR bis zum Kriegsende aus.

## Isenberg in der NS-Siedlungsplanung während des Krieges
Die RfR wurde auch in die NS-Siedlungsplanung für die „eingegliederten Ostgebiete“ eingeschaltet. In Isenbergs Beitrag „Die Tragfähigkeit des deutschen Ostens an landwirtschaftlicher und gewerblicher Bevölkerung“ thematisierte er nicht nur Aspekte der zukünftigen beruflichen Zusammensetzung der dort anzusiedelnden (deutschen) Bevölkerung, sondern erwähnte auch die bisher „dort ansässigen Polen“, die das Deutsche Reich „einstweilen im Generalgouvernement unterzubringen sucht.“ Isenberg war Mitglied des Arbeitskreises „Zentrale Orte“ der Reichsarbeitsgemeinschaft für Raumforschung (RAG).:167 ff Nach Ingo Sommer legte Gerhard Isenberg 1942 eine Untersuchung zu den Einwohnerzielzahlen von Wilhelmshaven vor. Von 1940 bis 1944 war Isenberg Lehrbeauftragter an der Universität Berlin. Noch 1944 arbeitete Isenberg an den Reichsumquartierungsplanungen der Reichsstelle für Raumordnung mit.:210-216
Ein engerer Austausch bestand in diesen Jahren auch zwischen Isenberg und dem Wirtschafts- und Sozialwissenschaftler August Lösch (s. dazu die Verweise von Tagebuchaufzeichnungen von Lösch unter Lemma Hermann Muhs, RfR). Jahrzehnte später sollte Isenberg den nach Lösch benannten Preis der Stadt Heidenheim erhalten (s. u.).

## Isenbergs Nachkriegskarriere
Nach 1945 gehörte Gerhard Isenberg zu einer Reihe von Experten, die sich für die Fortsetzung der Raumforschung/Raumordnungspolitik einsetzten (neben Kurt Brüning, Bruno Kuske, Hermann Roloff, Frank Glatzel u. a.).  Auch prägte Isenberg die Geschichtsschreibung über die nationalsozialistische Raumplanung bis in die 1970er Jahre mit.:127
Mit dem Kriegsende geriet Isenberg ein Jahr in ein amerikanisches Internierungslager, aber ab 1946 (bis 1950) war er bereits wieder als wissenschaftlicher Referent in der Landesplanungsabteilung des Innenministeriums von Württemberg-Hohenzollern tätig. Im gegen ihn gerichteten Entnazifizierungsverfahren (Spruchkammerverfahren), denn Isenberg wurde als „belastet“ eingestuft, wertete die Spruchkammer Leonberg die Aussagen zahlreicher Entlastungszeugen (die im NS-Staat ebenfalls in der Raumplanung aktiv waren) zu Isenbergs Gunsten. „Er habe am Nationalsozialismus nur ‚nominell‘ teilgenommen, ihn ‚nur unwesentlich‘ unterstützt und sei kein Nutznießer der Dritten Reiches gewesen. Auch gegen die folgende Einordnung als Mitläufer legte Isenberg Berufung ein und wurde schließlich 1948 entlastet“.:230
Das auf der Methode der (agrarischen) „Tragfähigkeit“ beruhende Bevölkerungsgutachten (1950) des Instituts für Raumforschung stützte sich auf Isenbergs Vorarbeiten. Galt die Methode, die Isenberg entwickelt hatte, rasch als wissenschaftlich überholt, so hatten die Aussagen in dem Gutachten doch reale Auswirkungen auf die Politik. Auch richteten sich Isenbergs „Tragfähigkeitsberechnungen“ jetzt ausschließlich auf Räume der Bundesrepublik Deutschland; der vor 1945 erhobene Anspruch auf Expansion von „Raum“ wurde fallengelassen.
Isenberg gelang es in verschiedenen Bundesministerien zu arbeiten und sich dort für Raumordnungs-Aspekte einzusetzen. 1951 arbeitete er im Bundesfinanzministerium in der Position eines Ministerialrats zu „regionalen Strukturfragen und Hilfsmaßnahmen“. Zeitgleich (1951) habilitierte er sich an der Universität Tübingen mit seinem Werk „Tragfähigkeit und Wirtschaftsstruktur“ (ab 1959 apl. Prof.). Isenberg war bis 1974 regelmäßig in der Lehre tätig. Isenberg gehörte der „Arbeitsgemeinschaft der Landesplaner“ (neben Stephan Prager, Gerhard Ziegler, Josef Umlauf u. a.) an. Isenberg war Vertreter des Bundesfinanzministeriums im Interministeriellen Ausschuss der Bundesrepublik für Notstandsgebiete (IMNOS).:262 Als Mitarbeiter dieses Ministeriums saß er auch im „Wissenschaftlichen Gesamtbeirat der Bundesanstalt für Landeskunde und Raumforschung“ (1960). Isenberg gehörte nicht nur der Deutschen Akademie für Städtebau und Landesplanung (DASL), sondern auch der Forschungsstelle für bäuerliche Familienwirtschaft als Mitglied an.
Gerhard Isenberg zählte nach Theodor Veiter zu den Mitarbeitern an den AER-Informations, dem aus den EFG-Mitteilungen (Redaktion: Martin Kornrumpf, Elisabeth Pfeil) hervorgehenden Mitteilungsblatt der deutschen Sektion der Association européenne pour l'étude du problème des Réfugiés (AER, gegründet 1950 in Rom, erster Vorsitzender: Corrado Gini).
Isenberg war ab 1953 ordentliches Mitglied der Akademie für Raumforschung und Landesplanung (ARL, Hannover), wo er auch in einigen Forschungsausschüssen (u. a. Verkehr, Landwirtschaft) saß und dem Arbeitskreis „Tragfähigkeit“ vorstand. Isenberg war auch stark mit dem „Sachverständigenausschuss für Raumordnung“ (SARO) befasst (ab 1955), der 1961 das „SARO-Gutachten“ vorlegte, welches nach der Einschätzung von Kistenmacher „in wesentlichen Teilen“ Isenbergs Handschrift trug. Diesem Gutachten kam wesentliche Bedeutung für das Raumordnungsgesetz (Deutschland) zu. Ab 1951 war Isenberg Raumordnungsreferent des Bundesinnenministeriums. Von 1969 bis 1972 vertrat Isenberg den Lehrstuhl für Raumordnung und Landesplanung an der Universität Stuttgart. Isenberg war Mitglied der Deutschen Sektion der Regional Science Association.

## Preise
- Träger des August-Lösch-Preis der Stadt Heidenheim (1978)[9]
- Träger der Cornelius-Gurlitt-Denkmünze (1979)

## Familie
Gerhard Isenberg war seit 1935 verheiratet mit Charlotte geb. Drobig (1906–1975) und hatte mit ihr eine Tochter und einen Sohn.:334.

## Schriften, Gutachten, Forschungsaufträge (Auswahl)
- Wandlungen der „räumlichen Ordnung“ in Deutschland. In: Gesellschaft für Regionalforschung. Seminarbericht 14. Referate gehalten auf dem Winterseminar vom 25. Februar bis 4. März 1978 in Windischgarsten, Österreich. Heidelberg 1978, S. 143–220.
- Erfassung der Existenzgrundlagen und Berechnung der Wirtschafts- und Finanzkraft von neuen Städten : Forschungsauftrag BMBau St II 4-704102-72 (1972). Bearbeitet von Gerhard Isenberg und Martin Sättler. Bonn-Bad Godesberg 1973 (=Schriftenreihe des Bundesministers für Raumordnung, Bauwesen und Städtebau. 3 / 10).
- Zur Geschichte der Raumordnung, aus persönlicher Sicht, in: ARL (Hrsg.): Raumordnung und Landesplanung im 20. Jahrhundert. Hannover 1971 (= Forschungs- und Sitzungsberichte der ARL Bd. 63; Historische Raumforschung 10), S. 97–102.
- Wachsende Wirtschaft in Oberschwaben. Regionalplanungs-Verband Oberschwaben, Geschäftsstelle Wangen im Allgäu 1970 (32 Seiten).
- Argumente für den Großkreis in Niedersachsen: Vortrag, gehalten vor der Vollversammlung der Industrie- und Handelskammer Hildesheim am 27. August 1969 anläßlich der Übergabe der Studie „Gedanken und Vorschläge zu einer Reform der Landkreise und Regierungsbezirke in Niedersachsen“. Hildesheim: IHK 1969 (22 Seiten)
- Gedanken und Vorschläge zu einer Reform der Landkreise und Regierungsbezirke in Niedersachsen: Studie (abgeschlossen Mitte März 1969). Hildesheim: Industrie- und Handelskammer Hildesheim, 1969 (11 Blatt).
- Struktur und Entwicklung des Planungsgebiets: Gutachten 1969, hrsg. von der Regionalen Planungsgemeinschaft Württembergisches Unterland.
- Finanzielle Aspekte beim Verkehrswesen im ländlichen Raum. Bonn (ca. 1969) (28 Seiten).
- Die praktische Anwendung der Tragfähigkeitsrechnung in Krieg und Frieden. In: Raumforschung und Raumordnung 26 Jg. (1968), S. 133–140.
- Maßnahmen und Diagnoseprobleme der Raumordnung. In: Informationen. Institut für Raumforschung. 17 (1967), S. 1–18.
- Finanzwirtschaftliche Aspekte der Raumordnung. In: Raumordnung und Bauleitplanung im ländlichen Raum. Stuttgart u. a. 1967, S. 57–72.
- Die ökonomischen Bestimmungsgründe der räumlichen Ordnung. München: Ifo-Inst. für Wirtschaftsforschung, [1967] (237 Seiten).
- Existenzgrundlagen in Stadt- und Landesplanung: ausgewählte Schriften und Vorträge in den Kursen des Instituts für Städtebau der Deutschen Akademie für Städtebau und Landesplanung Berlin, 1961 bis 1963. Tübingen: Wasmuth 1965 (196 Seiten).
- Industrielle Zulieferbeziehungen als Standortfaktor: Forschungsberichte des Ausschusses „Raum und Gewerbliche Wirtschaft“ der Akademie für Raumforschung und Landesplanung. Gerhard Isenberg. Bearbeiter: Ulrich Brösse. Hannover: Jänecke 1971 (Forschungs- und Sitzungsberichte der ARL / Akademie für Raumforschung und Landesplanung. Hannover: ARL 1950–2012; 65. Raum und gewerbliche Wirtschaft: Forschungsberichte des Ausschusses „Raum und gewerbliche Wirtschaft“ der ARL. Hannover: Jänecke, 1961.5).
- Betrachtungen zu den ökonomischen Bestimmungsgründen der räumlichen Ordnung. In: Raumforschung und Raumordnung 22. Jg. (1964), S. 154–177.
- Wirtschaftsgutachten von Prof. Dr. Gerhard Isenberg für den Stadt- und Landkreis Karlsruhe, 23. November 1962[20] (Quelle: Stadtarchiv Karlsruhe, 8/BA Schlesiger 1962 / A9a_253_1_1 )
- Existenzgrundlagen der Stadt Bremerhaven: Wirtschaftsgutachten (hrsg. im Auftrag des Magistrats der Stadt Bremerhaven. Wissenschaftlicher Mitarbeiter: Herbert Brüning). Nebst: Kurzfassung des Wirtschaftsgutachtens mit Karten und Tabellen. 132 Blatt. Bremerhaven: Magistrat [Hauptamt], 1961.
- Das Leistungsprinzip in der Industriegesellschaft. In: Institut International de Sociologie. Akten des XVIII. Internationalen Soziologenkongresses. Nürnberg, 10 bis. 17. September 1958. Bd. I / IV. Meisenheim am Glan 1961, S. 182–199.
- Gutachten über die Verfahrensweise bei der Landesplanung unter wirtschaftlichen Aspekten, dargestellt an der wirtschaftlichen Entwicklung des Oberrheingebiets: Erstattet im Auftrag des Wirtschaftsministeriums Baden-Württemberg. / Gerhard Isenberg: Mitarbeit: Hans Kistenmacher. Stuttgart : Landesplanungsstelle beim Innenministerium Baden-Württemberg, 1961 ( Bd. 1: 178 Blatt: Bd. 2 : 127 Blatt).
- Finanzausgleich und Raumordnung. In: ARL (1960), S. 475–487.
- Landwirtschaft und Finanzausgleich: (zur Sitzung am 13. März 1956) (ca. 1957, 4 Seiten).
- Probleme der Landesplanung in den wirtschaftlichen Ballungsgebieten. In: Informationen. Institut für Raumforschung. 8 (1958), S. 223–248.
- Die Ballungsgebiete in der Bundesrepublik (als Manuskript vervielfältigt), Bad Godesberg: Institut für Raumforschung 1957 (=Vorträge / Institut für Raumforschung. Bad Godesberg 1951 / 6) (mit Karte: Die hauptsächlichen Industriezonen und Ballungsräume der Bundesrepublik Deutschland) (55 Seiten).
- Die Bedeutung der Industrie als zusätzliche Einkommensquelle für Kleinbauern, ohne Ort, 1956 (24 Seiten).
- Das Problem der optimalen Volksdichte. In: Freiheit und Planung. Tagung für Raumplanung der Evangelischen Akademie Loccum vom 14. bis 18. September 1956, S. 21–25.
- Methoden zur Aufstellung volkswirtschaftlicher Erfolgsrechnungen für große Projekte der Landeskultur. Bundesministerium der Finanzen, 1955.
- Die aktuelle Problematik der Tragfähigkeit, die Grundzüge ihrer Erfassung und Auswertung zur Strukturbeurteilung der Bundesrepublik. In: Berichte über Landwirtschaft 32. Bd. (1954), S. 38–54.
- Bemerkungen zu der Schrift „Landesplanung – Begriffe und Richtlinien“. Ein weiterer Beitrag zur Diskussion. In: Informationen. Institut für Raumforschung. 4 (1954), S. 71–83.
- Aufgaben der Landesplanung. Nur für den Dienstgebrauch., o. D. [1954][1]:299
- Eingliederung der Flüchtlinge und soziale Umschichtung. o. O., O.J. (um 1953).
- Exposé Raumordnung auf Bundesebene, 29. Dezember 1951.[1]:274
- Tragfähigkeit und Wirtschaftsstruktur. Bremen-Horn: Dorn 1953 (=Raumforschung und Landesplanung: Abhandlungen. Bremen 1950.22) (146 Seiten).
- Darstellung der Methoden der Erfassung der Tragfähigkeit, in: „Berichte  zur deutschen Landeskunde“ 8. Bd. (1950), S. 298–324.
- Tragfähigkeit der deutschen Länder in den Westzonen, in: "Raumforschung und Raumordnung" 10. Jg. (1950), S. 20–22.
- Zur Typologie der deutschen Landkreise, in: "Raumforschung und Raumordnung" 10. Jg. (1950), 1. Quartal, S. 8–10; Fortsetzung: 2. Quartal, S. 43–46.
- Zur Frage der Tragfähigkeit von Staats- und Wirtschaftsräumen, in: Raumforschung und Raumordnung 1948, H. 2, (Februar) S. 41–51.
- Zur Ausbildung des höheren Verwaltungsbeamten, Oktober 1944.[1]:208
- Das Handwerk nach der Arbeitsstättenzählung. In: Raumforschung und Raumordnung 6. Jg. (1942), S. 353–355.
- Der Umfang und die Auswirkungen der ländlichen Neuordnung in Deutschland, in: Deutsche Verwaltung, Bd. 19 (1942), S. 144–147.
- Anlage zur Stellungnahme RfR 2838/42 [Baudirektor Köster vorgelegt von Gerhard Isenberg], 2. September 1942. Berlin.[1]:205
- Erläuterungen zu den Kreisübersichten für das Wirtschaftsgebiet Niedersachsen. Oldenburg 1942 (= Veröffentlichungen des Provinzialinstituts für Landesplanung und niedersächsische Landes- und Volksforschung, Hannover-Göttingen, Reihe B., Bd. 2.)
- Die Tragfähigkeit des deutschen Ostens an landwirtschaftlicher und gewerblicher Bevölkerung, in: Reichsarbeitsgemeinschaft für Raumforschung (Hrsg.): Struktur und Gestaltung der zentralen Orte des deutschen Ostens (Teil 5), (Nur für den Dienstgebrauch!) Leipzig: Koehler 1941 (57 Seiten).
- Zur Wanderungsbilanz 1933–1939. In: Raumforschung und Raumordnung 5. Jg. (1941), H. 1/2, S. 24–25.
- Die Verteilung der Bevölkerung und der Berufe auf die Strukturtypen der Städte im neuen Osten. In: Raumforschung und Raumordnung 5. Jg. (1941), H. 3/4, S. 134–138.
- Die Kreismappe der Reichsstelle für Raumordnung, in: Berichte zur deutschen Landeskunde 1. Bd.(1941/42), S. 85–87.
- Kreisübersichten: landeskundlich-statistische Übersichten der Stadt- und Landkreise im Wirtschaftsgebiet Niedersachsen; (Hannover, Oldenburg; Braunschweig; Bremen, Lippe, Schaumburg-Lippe und engere Nachbargebiete / [veröffentlicht von Ludwig Geßner]. Teil 3: Erläuterungen. Oldenburg i.O.: Stalling 1941, 61 Seiten (= Veröffentlichungen / B . Veröffentlichungen / Provinzial-Institut für Landesplanung, Landes- und Volkskunde von Niedersachsen an der Universität Göttingen / Provinzial-Institut für Landesplanung, Landes- und Volkskunde von Niedersachsen. Oldenburg: Stalling 1940, 2.)
- Statistische Unterlagen für die Neuordnung der landwirtschaftlichen Betriebs- und Besitzverhältnisse. In: Raumforschung und Raumordnung 4. Jg. (1940), S. 241–242.
- Kleinbetriebe und Einheitswertgrößenklassen. In: Raumforschung und Raumordnung 4. Jg. (1940), S. 372–273.
- Über die Lebensmöglichkeiten der Nahbedarfstätigen, insbesondere des Handwerks und des Einzelhandels. In: Raumforschung und Raumordnung 4. Jg. (1940), S. 368–369.
- Bestandsaufnahme und Verwaltung, in: Raumforschung und Raumordnung 4. Jg. (1940), S. 476–480.
- Wandlungen im beruflichen Aufbau und Aufgaben der Raumforschung, in: Raumforschung und Raumordnung 4 Jg. (1940), H. 7/8, S. 315–319.
- Statistische Unterlagen für die Neuordnung der landwirtschaftlichen Betriebs- und Besitzverhältnisse, in: Raumforschung und Raumordnung 4. Jg. (1940), H. 5, S. 241–242.
- Die regionale Statistik im Dienste der Raumordnung, Verwaltung und Wirtschaft. In: Friedrich Burgdörfer (Hrsg.): Die Statistik in Deutschland nach ihrem heutigen Stande. Ehrengabe für Friedrich Zahn. Bd. I. Berlin 1940, S. 517–525.
- Die Arbeitsgemeinschaft für wirtschaftliche Raumforschung, in: „Jahrbuch“ (der Hochschule für Politik) 1939 hrsg. von Paul Meier-Benneckenstein (Präsident der Hochschule für Politik), S. 435–443.
- Das hannoversche Emsland im Spiegel der Statistik. In: Raumforschung und Raumordnung 1. Jg. (1937), S. 271–275.
- Hat der Osten zuviel oder zu wenig Menschen? In: Deutscher Kulturwart (Cottbus), Bd. 3 (1936), S. 75–80.
- (gemeinsam mit Wilhelm Fischer) Gedanken zur Lenkung des Arbeitseinsatzes. In: Raumforschung und Raumordnung 1. Jg. (1937), S. 111–114.
- Erwerbsmöglichkeiten und Krisenfestigkeit als Voraussetzung für die Siedlungstätigkeit. Manuskript 1936, im Kommunalwissenschaftlichen Institut an der Universität Berlin.
- Die Produktionsbedingungen als Bestimmungsgrund für die internationalen Unterschiede des Lohn- und Preisniveaus. Stuttgart: Kohlhammer 1933 (= Tübinger wirtschaftswissenschaftliche Abhandlungen 1928;20.; zugl.: Tübingen, Univ., Diss., 1933).
- Zusatz zum Gutachten vom Juni 1932 über die arbeitsmarktlichen Voraussetzungen für den Wohnungsbau und die Kurzsiedlung in den einzelnen Bezirken Sachsens [Gerhard Isenberg], Juni 1933.[1]:130
- Die arbeitsmarktpolitischen Voraussetzungen für die kleinbäuerlichen und kleingärtnerischen Siedlungen. In: Adolf Muesmann (Hrsg.): Die Umstellung im Siedlungswesen. Vorbereitung, Durchführung und Ertragsberechnung der neuen vorstädtischen Kleinsiedlungen und Kleinbauernstellen. Stuttgart 1932, S. 120–124.